# Harlequin: Hard to Forget
Harlequin: Hard to Forget là một bộ phim điện ảnh truyền hình đề tài chính kịch, lãng mạn và ly kỳ của Canada–Nam Phi năm 1998 có sự tham gia của Polly Shannon, Tim Dutton, Nicholas Campbell, Michael McManus, Lois Maxwell và Chad Everett, dựa trên loạt tiểu thuyết Harlequin của nhà văn Evelyn Crowe. Phim do Vic Sarin làm đạo diễn và được Gerald Wexler viết kịch bản.

## Tóm tắt nội dung
Một vị thám tử tư tên là Max Warner (Dutton) điều tra vụ một phụ nữ có tên Sandra Applewhite (Shannon) bị một tên sát nhân chưa rõ ranh tính sát hại. Trong lúc xem các cuộn băng tư liệu phục vụ điều tra, anh cũng dần nảy sinh tình cảm khi bị vẻ đẹp của người phụ nữ này hút hồn. Kế đó anh phát hiện ra Sandra có một cô em gái song sinh tên là Nicky Dawson và ngay lập tức phải lòng khi vừa gặp cô. Max quyết định theo Nicky đến Nam Phi săn thú, trên đường đi săn hai người trò chuyện và họ ngày càng gần gũi nhau hơn. Cuối cùng Nicky đáp lại tình cảm của Max và hai người đã làm tình với nhau bên bờ suối. Nhưng rồi Nicky phát hiện ra tấm ảnh của chị mình trong túi đồ của Max cũng thân phận thám tử của anh, khiến cô tức giận và làm gián đoạn tình cảm của họ. Nicky đưa Max đến gặp bà của cô cũng như của Sandra, Helen Applewhite; họ lập ra kế hoạch để Nicky giả vờ làm Sandra và tiếp cận với Doug Hart (Campbell)-kẻ bị tình nghi là hung thủ giết chị cô. Thấy Max và Nicky lúc này thường xuyên thân mật, Doug tỏ ra nghi ngờ người mình gặp không phải Sandra thật. Sau cùng Doug lộ mặt thật với Nicky rằng y là kẻ đã sát hại chị cô và định dùng súng giết luôn cả cô, nhưng Max đến ngăn chặn y kịp thời và cứu sống Nicky. Cuối phim khi Nicky trở lại với nghề săn thú, cô và Max nối lại tình cảm rồi hôn nhau.

## Phân vai
- Polly Shannon vai Nicky Dawson/Sandra Applewhite
- Tim Dutton vai Max Warner
- Nicholas Campbell vai Doug Hart
- Lois Maxwell vai Helen Applewhite

## Đánh giá
Chuyên trang về phim ảnh Movie Scene nhận xét về bộ phim, "'Hard to Forget' thực tế có thể bất cứ thứ gì nhưng lại gây khó quên vì nó là một tác phẩm ly kỳ, giết người và lãng mạn điển hình từ thập niên 90, được sản xuất dành cho đối tượng khán giả xem truyền hình yêu thích thể loại tâm lý tình cảm hơn là đề tài hiện thực."